# Australovenator

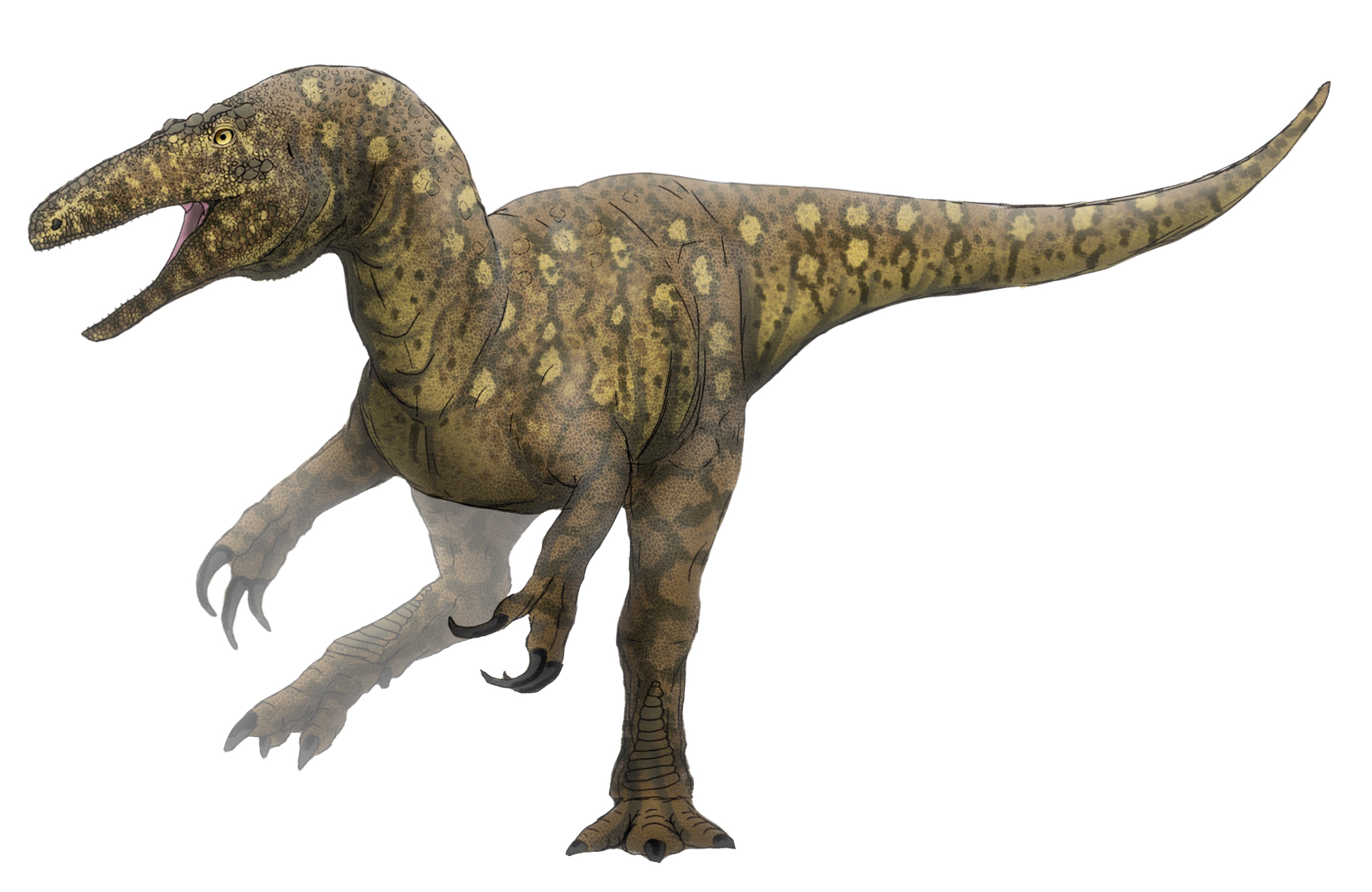
Reconstrução paleoartística de um Australovenator.

Australovenator é um género de dinossauro terópode da superfamília Allosauroidea, encontrado na Formação Winton, uma região rochosa do período Cretáceo localizada no estado de Queensland, nordeste da Austrália. A espécie-tipo foi denominada Australovenator  wintonensis.

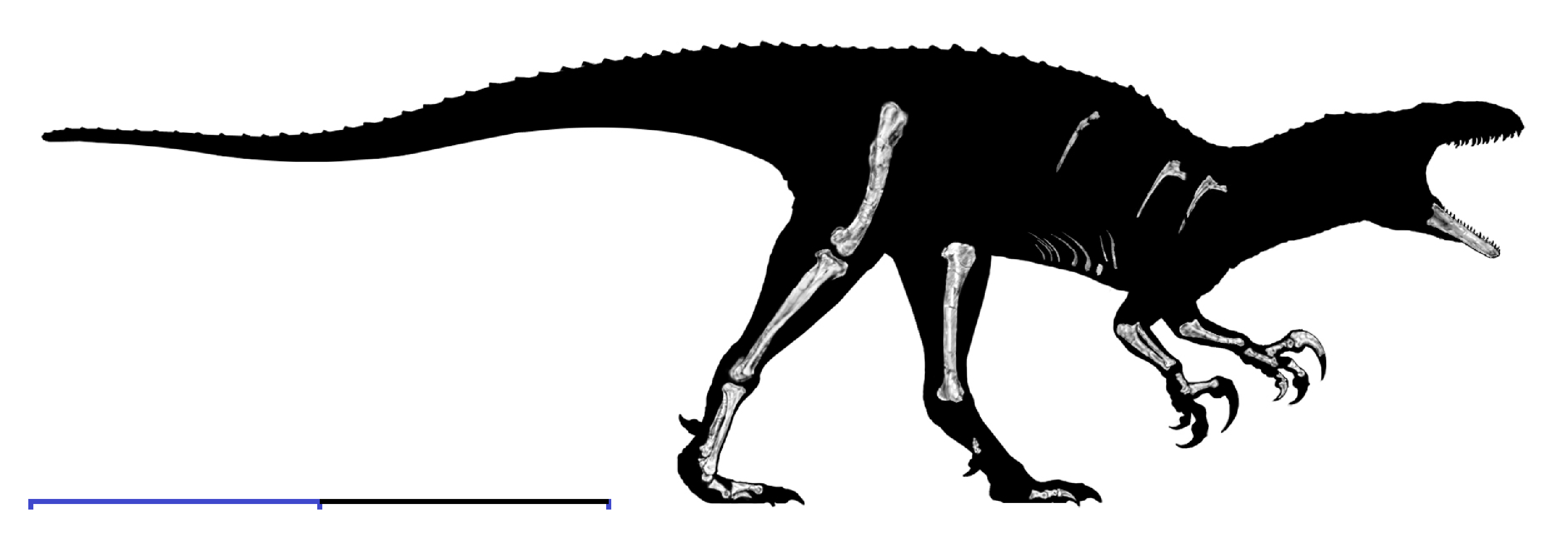
Silhueta com partes esboçadas em osso do material atualmente conhecido na data de publicação (2009).